# Юрловська голосиста
Юрловська голосиста — порода голосистих курей, що виведена у Росії. Використовується також як  м'ясо-яєчна.

## Історія

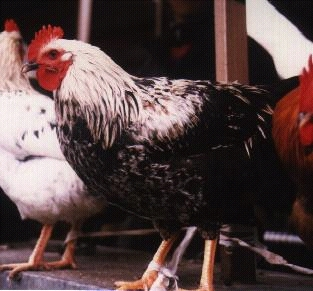
Півень юрловської голосистої породи

Відноситься до найстаріших порід курей Росії, створена в другій половині XIX століття. За однією з версій походження, вона з'явилася в  Орловській області, неподалік від міста Лівни у селі Юрлов (нині його немає). При виведенні породи схрещувалися кури китайського (м'ясного) і бійцівського типів, а також місцеві птахи.

## Продуктивність
Півні важать 3,5-5,5 кг, кури 3,0-3,5 кг, несучість 130—160 яєць. Яйця з кремовою шкаралупою. Мінімальна вага яєць — 60 г, максимальна — 95 г.

## Екстер'єр
Нижче наведені екстер'єрні породні ознаки юрловскої породи.
Породні ознаки півня
Голова велика, з дуже заокругленою потилицею. Дзьоб міцний, вигнутий, чорного, жовтого або темно-бронзового кольору, в нижній частині є складка. Очі блискучі, коричневого кольору. Гребінь розоподібний, горіхоподібний, стручкоподібний, листоподібний. Останні два види гребеня правильно слідують лінії потилиці; листоподібний гребінь — низький, не вище 4 см, має 7 зубців. Сережки овальні, гладкі, середньої величини. Вушні мочки невеликі, яскраво червоні. Лице гладке, червоне, з великими надбрівними дугами, неоперене. Шия довга, пряма, прямовисно поставлена. Тіло довге, широке в плечах, трохи звужується назад, сильно піднесене в передній частині, утворюючи сутулу орлину статуру корпуса. Спина довга, широка, з невеликим нахилом до хвоста. Хвіст невеликий, густо оперений, поставлений під прямим кутом до лінії спини; хвостові пір'їни зімкнуті (хвіст стислий, не розлогий). Крила середньої величини, щільно прилягають до тіла. Живіт повний, добре розвинений, чітко змальований. Гомілки подовжені, сильні, виступаючі з покривного оперення, з щільно прилеглим оперенням. Плюсна довгі, від підошви до початку гомілки (п'яти) завдовжки 15-18 см, товсті, чорного, жовтого, темно-бронзового кольору. Пальці: чотири, прямі чорного, жовтого, темно бронзового кольору. Кігті чорного, світло-жовтого кольору. Підошва ніг тілесного кольору. Оперення пухке.
Породні ознаки курки
Голова, дзьоб, очі, обличчя, шия, груди, спина, крила, живіт, гомілки, пальці, кігті, підошва такі ж, як у півня. Гребінь, сережки, вушні мочки, тіло дрібніші, ніж у нього. Плюсна довгі, від початку підошви до початку гомілки довжиною 12-15 см, товсті, чорного, жовтого, темно-бронзового кольору.
Забарвлення оперення
- чорне;
- матове чорне;
- чорне з золотистою гривою і спиною.
- сріблясто-біле: основний колір білий; хвіст, грива, нижня частина крил чорні.
- лососеве: півень — тулуб і хвіст чорно-матові; грива і пір'я, що криють поперек, світло-палеві з червонуватим відтінком; плечі темно-червоні. Курка: тулуб і стернові пера хвоста світло-палеві з рожевим відтінком; грива, спина, покривне оперення хвоста світло-коричневі.

Допустимі недоліки
Відсутність складки в нижній частині дзьоба; наявність білого нальоту в забарвленні вушних мочок; невеликі надбрівні дуги на обличчі; рівна спина без нахилу до хвоста; подовжені сережки; плесна і пальці тілесного, аспідного кольору; спадаючий на бік гребінь курки.
Неприпустимі дефекти
Інші форми гребеня, відростки на гребені; листоподібний гребінь у півня більше 4 см; спадаючий на бік, чи такий, що не слідує лінії потилиці (піднятий на ньому); хвіст сильно розгорнутий; кривий; оперені плюсна; оперене лице; чубчик на потилиці; низькі ноги; коротка шия; короткий і вузький тулуб.